# Prasad Gallela
Prasad Gallela (Adoni, 7 aprile 1962) è un vescovo cattolico indiano, dal 10 dicembre 2018 vescovo emerito di Cuddapah.

## Biografia
Monsignor Prasad Gallela è nato ad Adoni il 7 aprile 1962 ed è il quarto e ultimo figlio di una coppia di insegnanti, Mariamma e Jojappa.

### Formazione e ministero sacerdotale
Ha compiuto gli studi elementari nella sua città natale. Ha poi studiato al seminario minore "San Pio" di Kurnool e al seminario regionale "San Giovanni" di Hyderabad.
Il 1º marzo 1989 è stato ordinato presbitero per la diocesi di Kurnool da monsignor Mathew Cheriankunnel. In seguito è stato direttore per la gioventù e le vocazioni dal 1989 al 1993, responsabile del St. Mary's Junior College Hotel dal 1989 al 1990, parroco di Koilakuntla dal 1990 al 1995 e direttore spirituale della Legione di Maria dal 1993 al 1995. Dal 1995 al 1999 ha studiato per il dottorato in teologia alla Pontificia università "San Tommaso d'Aquino" di Roma. La sua tesi era intitolata "Carità cristiana come testimone di Madre Teresa di Calcutta". Al suo ritorno in India nel 1999, è stato nominato parroco nella parrocchia di San Giovanni a Uppaladadiya. Dal 2000 al 2004 ha svolto il servizio pastorale nella diocesi di San Angelo in Texas. Dal 2004 alla nomina episcopale è stato direttore spirituale e professore di dottrina cristiana al seminario regionale "San Giovanni" di Kondadaba. È stato anche consultore diocesano e membro del consiglio presbiterale.

### Ministero episcopale
Il 31 gennaio 2008 papa Benedetto XVI lo ha nominato vescovo di Cuddapah. Ha ricevuto l'ordinazione episcopale il 1º marzo successivo nel cortile della cattedrale di Santa Maria a Kadapa dall'arcivescovo metropolita di Hyderabad Marampudi Joji, coconsacranti il vescovo di Vijayawada Prakash Mallavarapu e quello di Nellore Doraboina Moses Prakasam. Durante la stessa celebrazione ha preso possesso della diocesi. Quasi tutti i vescovi cattolici della regione dell'Andhra Pradesh hanno preso parte alla consacrazione. Tra gli invitati ecumenici vi era K. B. Yesuvaraprasad, vescovo di Rayalaseema della Chiesa dell'India del Sud.
Nel maggio del 2011 ha compiuto la visita ad limina.
Il 25 aprile 2016 è stato rapito e picchiato da sconosciuti. Essi hanno chiesto un riscatto di cinque milioni di rupie (75.000 dollari) alla diocesi. Il vescovo è stato liberato il giorno successivo al 90 km dal luogo di rapimento dopo che era stato picchiato per tutta la notte. Se gli atti anti-cristiani sono numerosi in questa parte dell'India, questo è il primo attacco contro un prelato.
Nel giugno del 2018 due laici cattolici hanno avviato una causa contro monsignor Gallela, accusandolo di aver sottratto indebitamente fondi della Chiesa per sostenere la sua moglie segreta e il figlio ventenne. Il vescovo ha negato le accuse asserendo che la donna era la vedova di suo fratello e che era stata erroneamente identificata come sua moglie in certe azioni. Mesa Ravi Kumar, presidente del Dalit Christian Forum e professore universitario, ha affermato che l'associazione da lui guidata segnalava da anni la vita immorale del presule. Hanno accusato il vescovo di condurre un tenore di vita lussuoso a spese della diocesi e di essere presente solo una settimana al mese. I critici hanno anche affermato che la diocesi rischiava la disintegrazione dato che molti cattolici avrebbero smesso di frequentare le attività della Chiesa.
Il 10 dicembre 2018 papa Francesco ha accettato la sua rinuncia al governo pastorale della diocesi.

## Genealogia episcopale
La genealogia episcopale è:
- Cardinale Scipione Rebiba
- Cardinale Giulio Antonio Santori
- Cardinale Girolamo Bernerio, O.P.
- Arcivescovo Galeazzo Sanvitale
- Cardinale Ludovico Ludovisi
- Cardinale Luigi Caetani
- Cardinale Ulderico Carpegna
- Cardinale Paluzzo Paluzzi Altieri degli Albertoni
- Papa Benedetto XIII
- Papa Benedetto XIV
- Papa Clemente XIII
- Cardinale Giovanni Francesco Albani
- Cardinale Carlo Rezzonico
- Cardinale Antonio Dugnani
- Arcivescovo Jean-Charles de Coucy
- Cardinale Gustave-Maximilien-Juste de Croÿ-Solre
- Vescovo Charles-Auguste-Marie-Joseph Forbin-Janson
- Cardinale François-Auguste-Ferdinand Donnet
- Vescovo Charles-Emile Freppel
- Cardinale Louis-Henri-Joseph Luçon
- Cardinale Charles-Henri-Joseph Binet
- Cardinale Maurice Feltin
- Cardinale Jean-Marie Villot
- Arcivescovo Georg Zur
- Arcivescovo Marampudi Joji
- Vescovo Prasad Gallela